# Psihološki rat
Psihološki rat ili psihološke operacije je oblik specijalnog rata usmjerenog na postizanje psiholoških učinaka u vlastitu korist. Možemo ga definirati kao političku i vojnu strategiju kojom se nastoji različitim sredstvima i metodama umanjiti snagu neprijatelja, smanjiti njegovu otpornost i spremnost na borbu, a ujedno povećati snagu u vlastitim redovima i pridobiti što brojnije saveznike. Da bi se vodio pishološki rat nije potrebno imati izravni fizički vojni sukob, i mnogi psihološki ratovi vodili su se i vode se upravno u miru. U psihološkom ratu primjenjuje se psihološko oružje.

## Vrste operacija
Psihološke operacije vode se na tri razine:
- Strateške - koje su obično dugoročne i vode se obično van vojnih operacija, globalnog su dosega
- Operacijske - vode se za vrijeme ratne situacije obično su ograničenog opsega
- Taktičke - vode se ostvarivanje trenutačnih ciljeva na bojišnici kao na primjer spuštanje morala protivničkih snaga

## Povijest
Od postojanja ratovanja ratnici i oni koji su upravljali s ratnim operacijama uvelike su priznavali važnost utjerivanja psihološkog straha i terora nad svojim protivnicima i davanje psihološke predosti svojoj strani i svojim saveznicima.

### Antika
Jedan od velikih podbornika psihološkog ratovanja bio je Aleksadar Veliki, koji je uspio osvojiti veliki dio Europe i Srednjeg Istoka s malobrojnijom vojskom tako što bi izazivao strah u neprijateljskim redovima, rabeći širenje raznoraznih glasina o okrutnosti i silnosti vlastiti snaga da bi tako sijao strah u protivničkim redovima. Aleksandar Veliki se također koristio sa stvaranjem iluzija i vizualnih obmana: primjerice za vojsku je izrađivao oklop i opremu za vojnike nekoliko mjera veći nego što bi trebalo, i nekada bi te velike oklope i štitove ostavili nakon što bi napustili svoje kampove da ih pronađu neprijatelji. Ovom varkom, Aleksandar Veliki je stvarao iluziju da je njegova vojska sastavljena od divova, i tako utjecala na moral protivničkih snaga.

### Hladni rat
Za razliku od oružanog sukoba, psihološki rat može se voditi i u miru primjerice hladni rat između SSSR-a i SAD-a, prikriveno, bilo kao stalno potkopavanje nekog društvenog sustava, bilo kao slabljenje obrane tog društva u pripremi za oružani napad na to društvo. 
I SAD i SSSR, kao glavni protagonisti Hladnog rata, neprestano su vodili aktivnosti psihološkog ratovanja, koja su obuhvaćala praktično čitavo stanovništvo svijeta. SSSR je npr. relativno uspješno prikazao protivnu stranu kao onu koja provodi neokolonijalizam i ograničava suverentitet raznih zemalja; pri čemu je ostavljan javni dojam da sovjetske neokolonijalističke prakse, izazivanja građanskih ratova u drugim zemljama i druga ozbiljna miješanja u poslove stranih zemalja predstavljaju - borbu za slobodu drugih zemalja i naroda.

## Puč u Guatemali 1954: "Operation PBSuccess"
Nakon što je moćna United Fruit Company – tada vodeći svjetski proizvodžač tropskog voća koji je imao velike zemljišne posjede i interese koji su bili ugroženi reformama gvatemalanske vlade – godinama u javnosti SAD i drugih zemalja provodila propagandnu kampanju protiv vlasti Gvatemale koju je osmišljavao famozni otac odnosa s javnošću Edward Bernays, 1954. godine je vrh politike SAD-a bio spreman donijeti drastične odluke temeljene na uvjerenju da bi Guatemalanska radnička partija mogla prevesti Guatemalu u blok zemalja okupljen oko SSSR-a. 1954. godine je američka Središnja izvještajna agencija (engl. Central Intelligence Agency, CIA) dobila nalog američkog predsjednika Dwighta Eisenhowera da provede operaciju "PBSuccess"- gdje je provođena opsežna operacija psihološkog rata u kojem je prikazano da grupa od 480 vojnika okupljenih oko pukovnika Carlosa Castilla Armasa (u egzilu iz Guatemale nakon neuspješnog pušča 1949.) navodno bez problema "mora" preuzeti vlast u zemlji, nakon što je u zemlju ušla u svibnju 1954. god. U svrhu ostvarivanja psihološkog utjecaja na narod Guatemale i osobito na pripadnike oružanih snaga te zemlje, napisane su stotine članaka za medije u čitavoj Latinskoj Americi. Potencijalnim protivnicima puča su u organizaciji CIA-e slana prijeteća pisma, paketi s bombama koje nisu bile funkcionalne, s minijaturnim mrtvačkim sandučićima ili omčama za vješanje - kako bi ih se ustrašilo. Organizirano je i emitiranje radio programa od dva sata dnevno, u kojemu su se preuveličavali vojni uspjesi pobunjenika (koji su zapravo bili suočeni s vrlo teškim problemima u svojim pokušajima). U kombinaciji psihološkog rata, američke pomorske blokade i američkih diplomatskih pritisaka, guatemalanska vojska je krajem lipnja 1954. god. sama svrgnula vlast svoje zemlje i uspostavila vladu koja je  raspisala izbore u rujnu 1954. god. na kojima je pobunjenički pukovnik Carloso Castillo Armas bio jedini kandidat - i na njima pobijedio sa 99% glasova.

### Domovinski rat
Psihološki rat je bilo korišten kao sredstvo u ratu protiv Hrvatske,  tijekom Domovinskog rata: primjerice izazivanjem kroatofobije i prikazivanjem Hrvata u svjetskoj javnosti kao jednog kao ustašoidnog i genocidnog naroda. Tako su u sklopu Operacije "Opera" 1991. godine postavili agenti obavještajne službe JNA bombe u zagrebačku Sinagogu i na židovsko groblje u Zagrebu, nastojeći prikazati da su to tobože počinili Hrvati - koje se nastojalo prikazati kao osobito antisemitski orijentirane i spremne na pogrom Židova.